# Сен-Жюльен-дю-Пюи
Сен-Жюлье́н-дю-Пюи́ (фр. Saint-Julien-du-Puy, окс. Sant Julian dal Puòg) — коммуна во Франции, находится в регионе Юг — Пиренеи. Департамент — Тарн. Входит в состав кантона Плен-де-л’Агу. Округ коммуны — Кастр.
Код INSEE коммуны — 81258.

## География

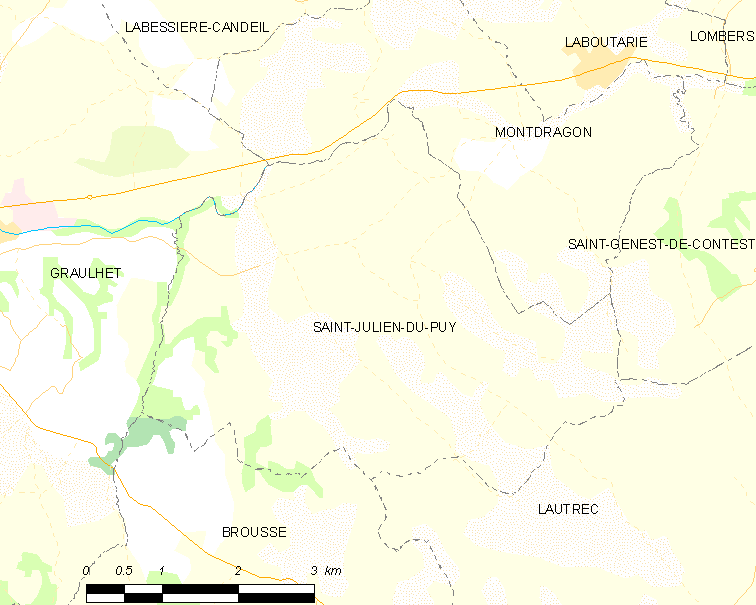
Карта коммуны

Коммуна расположена приблизительно в 570 км к югу от Парижа, в 55 км восточнее Тулузы, в 20 км к югу от Альби.
На севере коммуны протекает река Даду.

## Климат
Климат умеренно-океанический. Зима мягкая и дождливая, лето жаркое с частыми грозами. Ветры довольно редки.

## Население
Население коммуны на 2010 год составляло 405 человек.
| 1962 | 1968 | 1975 | 1982 | 1990 | 1999 | 2010 |
| ---- | ---- | ---- | ---- | ---- | ---- | ---- |
| 450  | 403  | 391  | 390  | 348  | 354  | 405  |

## Администрация
| Период | Период | Фамилия       | Партия | Примечания |
| ------ | ------ | ------------- | ------ | ---------- |
| 2001   | 2014   | Филипп Жанзак |        |            |
| 2014   | 2020   | Серж Фаге     |        |            |

## Экономика
В 2007 году среди 259 человек в трудоспособном возрасте (15—64 лет) 193 были экономически активными, 66 — неактивными (показатель активности — 74,5 %, в 1999 году было 71,8 %). Из 193 активных работали 173 человека (91 мужчина и 82 женщины), безработных было 20 (10 мужчин и 10 женщин). Среди 66 неактивных 13 человек были учениками или студентами, 31 — пенсионерами, 22 были неактивными по другим причинам.